# Asthena soldaria
Asthena soldaria är en fjärilsart som beskrevs av Turati 1879. Asthena soldaria ingår i släktet Asthena och familjen mätare. Inga underarter finns listade i Catalogue of Life.